# Сучкі (Венґожевський повіт)
Сучкі (пол. Suczki) — село в Польщі, у гміні Венґожево Венґожевського повіту Вармінсько-Мазурського воєводства.
У 1975-1998 роках село належало до Сувальського воєводства.